# Tryphon laevis
Tryphon laevis är en stekelart som beskrevs av Julius Theodor Christian Ratzeburg 1848. Tryphon laevis ingår i släktet Tryphon och familjen brokparasitsteklar. Inga underarter finns listade i Catalogue of Life.